# Coordenadas toroidais

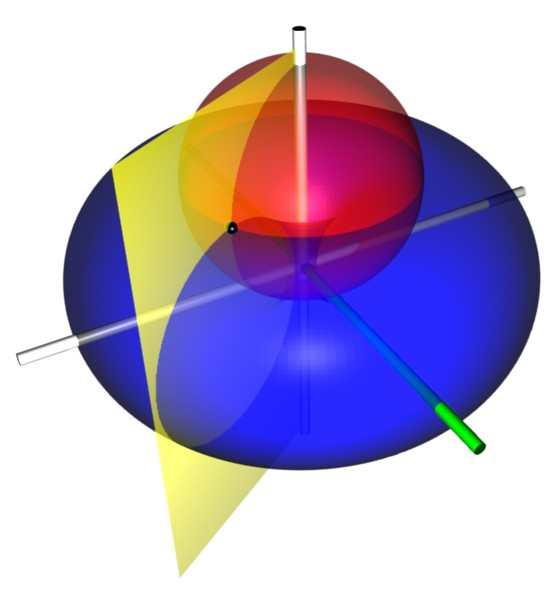
Ilustração das coordenadas toroidais, que são obtidas pela rotação do sistema de coordenadas bipolar bidimensional sobre um eixo separando seus focos. O foco está localizado a uma distância vertical 1 do eixo z. A esfera vermelha é a isosuperfície σ=30°, o toro azul é a isosuperfície τ=0,5, e o semi-plano amarelo é a isosuperfície φ=60°. O semi-plano verde marca o plano x-z plane, a partir do qual φ é medido. O ponto preto está na intersecção dessas três isosuperfícies, nas coordenas cartesianas (0.996, -1.725, 1.911).

Coordenadas toroidais são um sistema de coordenadas ortogonais, tridimensional que é gerado pela rotação do sistema de coordenadas bipolares sobre um eixo que separa seus dois focos. Assim, os dois focos {\displaystyle F_{1}} e {\displaystyle F_{2}} em coordenadas bipolares se tornam um anel de raio {\displaystyle a} no plano {\displaystyle xy} plane do sistema de coordenadas toroidais; o eixo {\displaystyle z} é o eixo de rotação.

## Definição

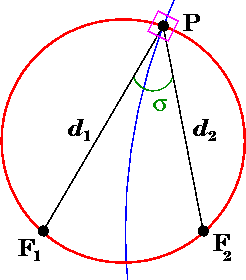
Interpretação geométrica das coordenadas σ e τ de um ponto P.

A definição mais comum das coordenadas toroidais {\displaystyle (\sigma ,\tau ,\phi )} é
{\displaystyle x=a\ {\frac {\sinh \tau }{\cosh \tau -\cos \sigma }}\cos \phi }
{\displaystyle y=a\ {\frac {\sinh \tau }{\cosh \tau -\cos \sigma }}\sin \phi }
{\displaystyle z=a\ {\frac {\sin \sigma }{\cosh \tau -\cos \sigma }}}
onde a coordenada {\displaystyle \sigma } de um ponto {\displaystyle P} é igual ao ângulo {\displaystyle F_{1}PF_{2}} e a coordenada {\displaystyle \tau } é igual ao logaritmo natural da razão das distâncias {\displaystyle d_{1}} e {\displaystyle d_{2}}
{\displaystyle \tau =\ln {\frac {d_{1}}{d_{2}}}.}

### Transformação inversa
As coordenadas (σ, τ, φ) podem ser calculadas a partir das coordenadas cartesianas (x, y, z) como segue. O ângulo azimutal φ é dado pela fórmula
{\displaystyle \tan \phi ={\frac {y}{x}}}
O raio cilíndrico ρ do ponto P é dado por
{\displaystyle \rho ^{2}=x^{2}+y^{2}}
e sua distância ao foco no plano definido por φ é dado por
{\displaystyle d_{1}^{2}=(\rho +a)^{2}+z^{2}}
{\displaystyle d_{2}^{2}=(\rho -a)^{2}+z^{2}}
A coordenada τ é igual ao logaritmo natural das distâncias focais.
{\displaystyle \tau =\ln {\frac {d_{1}}{d_{2}}}}

### Fatores de escalas
Os fatores de escala para as coordenadas toroidais {\displaystyle \sigma } e {\displaystyle \tau } são
{\displaystyle h_{\sigma }=h_{\tau }={\frac {a}{\cosh \tau -\cos \sigma }}}
enquanto o fator de escala azimutal é
{\displaystyle h_{\phi }={\frac {a\sinh \tau }{\cosh \tau -\cos \sigma }}}
Assim, um elemento infinitesimal de volume, nessas coordenadas,  é dado por
{\displaystyle dV={\frac {a^{3}\sinh \tau }{\left(\cosh \tau -\cos \sigma \right)^{3}}}d\sigma d\tau d\phi }
e o laplaciano é toma a forma
{\displaystyle \nabla ^{2}\Phi ={\frac {\left(\cosh \tau -\cos \sigma \right)^{3}}{a^{2}\sinh \tau }}\left[\sinh \tau {\frac {\partial }{\partial \sigma }}\left({\frac {1}{\cosh \tau -\cos \sigma }}{\frac {\partial \Phi }{\partial \sigma }}\right)+{\frac {\partial }{\partial \tau }}\left({\frac {\sinh \tau }{\cosh \tau -\cos \sigma }}{\frac {\partial \Phi }{\partial \tau }}\right)+{\frac {1}{\sinh \tau \left(\cosh \tau -\cos \sigma \right)}}{\frac {\partial ^{2}\Phi }{\partial \phi ^{2}}}\right]}